# Chlorocebus pygerythrus
Chlorocebus pygerythrus är en primat i släktet gröna markattor som förekommer i östra och södra Afrika. Enligt Wilson & Reeder (2005) finns fem underarter.

## Utseende
Denna markatta når en kroppslängd (huvud och bål) av 35 till 66 cm och en svanslängd av 42 till 72 cm. Vikten varierar mellan 2,5 och 9 kg. Pälsen på ryggen, extremiteternas utsida och på hjässan är grågrön med skuggor i gul eller röd. Undersidan och ansiktets kanter har vitaktig päls. Själva ansiktet saknar hår och är svartaktigt. Även fötterna och svansens spets är svarta. Hos ungdjur är pälsen mörkare och ansiktet rosa.

## Utbredning och habitat
Utbredningsområdet sträcker sig från södra Sydsudan, centrala Etiopien och södra Somalia till Sydafrika. Habitatet utgörs av savanner, öppna skogar och jordbruksmark. Individerna vistas ibland nära människans samhällen.

## Ekologi
Flera hannar och honor bildar en flock med genomsnittlig 38 medlemmar. De klättrar i växtligheten, vistas på marken och har bra simförmåga. Chlorocebus pygerythrus är främst aktiv på dagen. Den äter frukter, frön, blad, trädens vätskor och rötter samt olika smådjur som insekter, ödlor, kräftdjur, små fåglar och deras ägg.
Inom flocken finns en tydlig hierarki. Honor kan para sig hela året och de flesta ungar föds när utbudet av föda är störst. Dräktigheten varar 5,5 månader och sedan föder honan ett eller sällan två ungar. Ungefär 8,5 månader efter födelsen slutar honan med digivning. Könsmognaden infaller för honor efter 2,5 till 4 år och för hannar efter 5 år. Sedan lämnar hannar sin ursprungliga flock.  Vissa individer blir 30 år gamla.

## Hot och status
Artens naturliga fiender utgörs av leoparden, örnar - framför allt kronörn men även ibland stridsörn - och större ormar.
Ibland dödas en individ av människor för köttets skull eller när primaten hämtar sin föda från odlade områden. Allmänt är beståndet inte hotad och Chlorocebus pygerythrus listas av IUCN som livskraftig (LC).